# 大阪製鐵
大阪製鐵株式会社（おおさかせいてつ、英: OSAKA STEEL CO.,LTD.）は、大阪を本拠とする鉄鋼メーカー（電気炉メーカー）。日本製鉄グループの企業である。

## 概要
電気炉を持ち、鉄スクラップを原料に製鋼を行い鉄鋼製品を生産する、「電気炉メーカー」と呼ばれる鉄鋼メーカーの一つである。製品は建築・土木向けが主で、形鋼（山形鋼・溝形鋼・I形鋼など）や軽軌条、棒鋼（異形棒鋼・丸鋼・平鋼・角鋼など）がある。エレベーターに使用されるエレベータガイドレールでは国内で圧倒的なシェアを誇っており、シェアNo. 1である。
実際の本社機能がある本社事務所は大阪市中央区道修町にある。製造拠点は登記上の本店である大阪市大正区南恩加島一丁目にある大阪事業所恩加島工場、同じ大阪府内の堺市の日本製鉄関西製鉄所和歌山地区（堺）構内にある大阪事業所堺工場、熊本県宇土市にある西日本熊本工場、大阪府岸和田市にある岸和田工場、栃木県小山市にある子会社の東京鋼鐵株式会社小山工場、インドネシアチレゴンにあるPT. KRAKATAU STEEL (PERSERO) Tbkとの合弁会社であるPT. KRAKATAU OSAKA STEEL（KOS社）の6拠点を有している。
日本製鉄が約60%の株式を保有しており、大阪製鐵は日本製鉄の子会社に分類される。日鉄とは発足当初から関係があり、現在の大阪事業所恩加島工場は元々日本製鉄の源流企業・日本製鐵の大阪製鉄所であった。

## 沿革
- 1937年（昭和12年）4月 - 大和製鋼株式会社設立。
- 1949年（昭和24年）4月 - 解体されていた日本製鐵大阪製鉄所を元に、大鐵工業株式会社設立。
- 1951年（昭和26年）4月 - 大鐵工業に八幡製鐵（日鐵の後身）が資本参加。
- 1955年（昭和30年）1月 - 大鐵工業に富士製鐵（日鐵の後身）が資本参加。
- 1957年（昭和32年）3月 - 大和製鋼に富士製鐵が資本参加。
- 1978年（昭和53年）
  - 5月15日 - 大鐵工業株式会社と大和製鋼株式会社の合併母体として大阪製鐵株式会社を設立。
  - 10月 - 大阪製鐵が大鐵工業及び大和製鋼を吸収合併。
- 1980年（昭和55年）10月 - 日鐵鋼機株式会社を合併。
- 1987年（昭和62年）9月 - 子会社の日本スチール株式会社を設立。
- 1990年（平成2年）
  - 3月 - 新日本製鐵の子会社となる。
  - 4月 - 堺製鐵所構内での電気炉操業を目的に、合同製鐵との共同出資で関西ビレットセンター株式会社を設立。
- 1994年（平成6年）12月 - 大阪証券取引所市場第2部（大証2部）に上場。
- 1995年（平成7年）6月 - 西日本製鋼株式会社を合併、同社工場を西日本製鋼所（現・西日本熊本工場）とする。
- 1996年（平成8年）11月 - 東京証券取引所市場第2部（東証2部）に上場。
- 1997年（平成9年）9月 - 東証1部・大証1部に指定替え。
- 1998年（平成10年）10月 - 堺圧延工場操業開始。津守工場閉鎖。
- 1999年（平成11年）
  - 3月 - 子会社として新北海鋼業を設立。
  - 10月 - 関西ビレットセンターを合併し、同社工場を堺製鋼工場とする。
- 2005年（平成17年）1月 - 日本スチールを完全子会社化。
- 2012年（平成24年）12月末- インドネシア国営製鉄会社PT. KRAKATAU STEEL（PERSERO）Tbk（クラ カタウ社）と合弁会社PT. KRAKATAU OSAKA STEEL（KOS社）をインドネシア共和国バンテン州チレゴンに設立。
- 2014年（平成26年）
  - 3月 - 新北海鋼業を解散。
  - 9月 - クラカタウ社との間で、インドネシアにおける中小形形鋼・鉄筋棒鋼及び平鋼製造販売合弁事業の最終契約を締結。
- 2016年（平成28年）
  - 3月 - 東京鋼鐵株式会社を株式公開買付けにより子会社化。
  - 3月 - 大阪恩加島工場の製鋼を休止し、製鋼工程を休止し、鉄源（製鋼工程）を堺工場に移管。
- 2017年（平成29年）
  - 1月 - PT. KRAKATAU OSAKA STEELが営業生産を開始。
  - 4月 - 大阪事業所を新設し、大阪恩加島工場を大阪事業所恩加島工場、堺工場を大阪事業所堺工場に改称。
- 2021年（令和3年）8月 - 完全子会社の日本スチールを吸収合併。
- 2022年（令和4年）
  - 4月 - 東京証券取引所の市場区分の見直しに伴い、スタンダード市場へ移行。
  - 9月末 - 大阪事業所恩加島工場圧延工場休止。
- 2025年（令和7年）
  - 3月 - 福岡証券取引所本則市場に上場。

## 主なグループ企業
- 東京鋼鐵株式会社 - 本社は栃木県小山市。電気炉メーカー。
- 日本スチール株式会社 - かつて大阪府岸和田市に本社があった平鋼・角鋼の圧延メーカー。2021年（令和3年）8月、当社に吸収合併され、岸和田工場となる。
- PT.KRAKATAU OSAKA STEEL - バンテン州チレゴン クラカタウ工業団地内に本社・工場を置く。中長期的な経済成長が見込まれているインドネシアにおいて、中小形形鋼、鉄筋棒鋼、平鋼の製造、販売を行なっている。成長戦略の柱として2012年に設立された。

## その他
2007年（平成19年）に、東京鋼鐵株式会社を株式交換により完全子会社化する方針だったが、東京鋼鐵の株主総会においていちごアセットマネジメントが「交換比率が低すぎる」として反対し、他の株主の委任状を含めて34%以上の株主の反対票を集めた。このプロキシーファイト（委任状争奪戦）によって日本初の株主否決がなされ、この方針は白紙化された。その後2016年（平成28年）に、株式公開買付けにより同社を子会社化している。